# Göran Tunström
Göran Tunström (Sunne, 14 maggio 1937 – Stoccolma, 5 febbraio 2000) è stato uno scrittore svedese.

## Biografia
Fin dall'infanzia sogna di diventare scrittore; il padre organizzava serate di lettura collettiva di grandi autori fra cui Selma Lagerlöf (per altro vicina di casa) e Thomas Mann.
Quando ha solo 12 anni gli muore il padre, cui è assai legato: questo fatto lo colpisce profondamente (lo porterà a dire "che non c'è nulla che si possa scrivere senza dolore"); il senso di perdita e di mancanza diverrà un concetto chiave nella sua opera.
L'influenza di Selma Lagerlöf (in particolare per l'aspetto sognante e visionario della Saga di Gösta Berling, 1891) è evidente nei lavori di Tunström.
Fulcro centrale dell'opera dello scrittore svedese è proprio la sua città natale: Sunne rappresenta, infatti, il luogo privilegiato dell'immaginazione dello scrittore, luogo che "è una limitazione che mi dà libertà" come lo definisce lui stesso in occasione del conferimento del premio Selma Lagerlöf nel 1987. "Sunne è l'utero da cui i miei personaggi vengono generati per entrare nel mondo". Di Sunne lo scrittore sa e conosce ogni cosa, non naturalmente della Sunne reale (un centro industriale con segherie, mobilifici e officine) bensì della sua Sunne, quel luogo incantato che rappresenta per lui il centro del mondo. Dei suoi abitanti-personaggi Tunström conosce l'interiorità, i loro pensieri, le loro fantasie, i loro sogni, ma questa interiorità è protesa sia verso un interno più profondo, sia verso un esterno fatto di orizzonti lontani, di culture diverse, di esoterismo.
Göran Tunström era sposato con una delle più note pittrici della Svezia contemporanea, Lena Cronqvist, che ha fra l'altro curato le illustrazioni di molte sue opere.
Muore nella notte del 5 febbraio del 2000, colpito da infarto, dopo una vita segnata da dure prove: tre incidenti d'auto, un infarto e il cancro ai polmoni che lo minava da anni.

## L'opera letteraria
Tunström debutta nel 1958 con una raccolta di poesie dal titolo Accerchiamento. Negli anni successivi pubblica una serie di novelle: Quarantena (1961), La palla piumosa del tarassaco (1962) e Vita familiare (1964) per imporsi poi all'attenzione del pubblico e della critica con alcune raccolte di liriche: Dialoghi con la terra (1969), Canti della gelosia (1975) e Poesie a Lena (1978). In esse il suo talento lirico si esprime nella creazione di immagini intense e nitide, che ruotano intorno ai concetti di unità e di separazione.
Anche in campo narrativo Tunström aveva, nel frattempo, individuato la sua strada che nasce da un riuscito connubio fra la vivida immaginazione e la fine caratterizzazione psicologica, il tutto impiantato su di una base di sapore autobiografico. Nascono così i primi racconti del "ciclo di Sunne": I santi geografi (1973) e Le figliocce (1975). Nel 1976, dopo l'uscita del romanzo autobiografico Il figlio del pastore, riceve il premio letterario del quotidiano svedese Svenska Dagbladet.
Dopo la parentesi di Lettera dal deserto (1979), romanzo assai originale in cui il figlio di Dio narra in prima persona gli anni della sua adolescenza, il "ciclo di Sunne" viene completato con L'Oratorio di Natale (1983), una saga familiare che è un susseguirsi di episodi intrecciati fra di loro in un labirinto di linguaggi e di citazioni letterarie che decreta il suo successo anche a livello internazionale e che gli vale il premio letterario del Consiglio nordico. Il romanzo è stato adattato per il teatro, dove il figlio Linus ha curato con grande successo la regia del Cullberg Ballet di Copenaghen.
Nel 1986 esce il romanzo Il ladro, dove il realismo magico dell'autore si esprime forse al suo massimo livello. L'anno successivo riceve il Premio Selma Lagerlöf. Tuttavia, dopo il successo de L'Oratorio di Natale e de Il ladro, lo scrittore entra in un periodo di crisi personale che sarà materia di una raccolta di riflessioni sulla creatività e insieme di ricordi uscita nel 1993 con il titolo Nel frattempo.
Dal lungo e sofferto periodo di silenzio, Tunström esce con la raccolta di racconti La vita vera (1991), otto racconti molto diversi fra loro per estensione e ambientazione, che ruotano intorno sulla questione semplice ed immanente di quale sia "la vita vera".
Nel 1996 esce il romanzo Chiarori (1996), con la novità dell'ambientazione islandese; tuttavia, più ancora che nel caso del "ciclo di Sunne", è qui evidente che realtà e finzione si mescolano in un'ambientazione da operetta, dove il gusto del raccontare si espande nel puro divertimento e nel gioco.
Nel 1998, infine, esce Uomini famosi che sono stati a Sunne, l'ultimo romanzo, che descrive fra le altre meraviglie un viaggio sulla Luna e che gli vale il più prestigioso ed ambito premio letterario svedese, l'Augustpriset per il romanzo migliore dell'anno.

## Opere
- 1958: Accerchiamento (Inrigning)
- 1961: Quarantena (Karantän)
- 1962: La palla piumosa del tarassaco (Maskrosbollen)
- 1964: Vita familiare (Familjeliv)
- 1969: Dialoghi con la terra (Samtal med marken)
- 1975: Canti della gelosia (Svartsjukans sånger)
- 1978: Poesie a Lena (Dikter till Lena)
- 1973: I santi geografi (De heliga geograferna)
- 1975: Le figliocce (Guddöttrarna)
- 1976: Il figlio del pastore (Prästungen)
- 1979: Lettera dal deserto (Ökenbrevet)
- 1983: L'Oratorio di Natale (Juloratoriet)
- 1986: Il ladro (Tjuven)
- 1993: Nel frattempo (Under tiden)
- 1991: La vita vera (Det sanna livet)
- 1996: Chiarori (Skimmer)
- 1998: Uomini famosi che sono stati a Sunne (Berömda män som varit i Sunne)